# Tetracnemoidea sydneyensis
Tetracnemoidea sydneyensis är en stekelart som först beskrevs av Philip Hunter Timberlake 1929.  Tetracnemoidea sydneyensis ingår i släktet Tetracnemoidea och familjen sköldlussteklar. Inga underarter finns listade i Catalogue of Life.